# 真空チャネルトランジスタ
真空チャネルトランジスタ（英語: Vacuum-channel transistor）は、微細な真空管のような構造を用いることにより、半導体トランジスタとは異なる特性を有するトランジスタである。ソースとドレインの間に微細な隙間を形成し、その微小な空間を飛翔する電子をスイッチングすることにより動作する。

## 概要
現在普及している電界効果トランジスタは、微細化が進むにつれ、ゲート絶縁膜が薄くなるため、リーク電流が増大する。また、シリコンの電子移動度の限界により、高速化には限界があった。さらに、宇宙空間での使用時には放射線耐性の問題もあった。真空チャネルトランジスタは、それらの問題を解決することができると考えられており、研究開発が進められている。
真空チャネルトランジスタは、シリコントランジスタよりも電子移動度が高いので、より高速なスイッチングが可能となり、テラヘルツ帯での高周波素子として期待される。高温での作動が可能で、放射線に対しても耐性がある反面、作動に伴いソース電極が劣化するので信頼性に劣る。

## 構造
真空チャネルトランジスタには複数の形式が提案されている。
従来の電界効果トランジスタではソースとドレイン間に半導体があり、そこを電流が流れるが、真空チャンネルトランジスタは、ソース・ドレイン間に150ナノメートルの真空ギャップを作ることで物理的な接触なしにゲート間に電子が流れる。従来の真空管であれば熱電子を放出するために陰極を加熱していたが、微細化により静電界に置くだけで電子を放出するようになり、加熱が不要になった。

## 歴史
真空管を微細化するという概念自体は目新しいものではなく、半導体の製造技術が進歩しつつあった1960年代に既に提案されていたものの、当時はまだ製造技術が不十分で実現には至らなかった。1980年代には実際に動作する真空チャンネルトランジスタの事例が報告されたが、当時の微細加工技術ではソースとドレイン間の距離を狭めることができなかったため、ゲートの閾値電圧が高く、実用化できなかった。その後、微細加工技術の進展によりソースとドレイン間の距離を狭める事が可能になり、2012年には閾値電圧が半導体と同水準の0.5Vにまで低下した。

## 参考資料
- Han, Jin-Woo, Jae Sub Oh, and M. Meyyappan. "Vacuum nanoelectronics: Back to the future?—Gate insulated nanoscale vacuum channel transistor." Applied physics letters 100.21 (2012): 213505.
- Srisonphan, Siwapon, Yun Suk Jung, and Hong Koo Kim. "Metal-oxide-semiconductor field-effect transistor with a vacuum channel." Nature nanotechnology 7.8 (2012): 504-508.
- Stoner, Brian R., and Jeffrey T. Glass. "Nanoelectronics: Nothing is like a vacuum." Nature Nanotechnology 7.8 (2012): 485.
- Park, In Jun, Seok-Gy Jeon, and Changhwan Shin. "A new slit-type vacuum-channel transistor." IEEE Transactions on Electron Devices 61.12 (2014): 4186-4191.
- アメリカ合衆国特許第 5,012,153号
- アメリカ合衆国特許第 4,827,177号